# Episodi di Heroes (seconda stagione)
La seconda stagione della serie televisiva Heroes, coincidente con il secondo volume della serie, Generazioni (Generations nella versione originale), è stata trasmessa negli Stati Uniti dalla NBC dal 24 settembre 2007 al 3 dicembre 2007.
Originariamente composta da 24 puntate, la seconda stagione si è chiusa anticipatamente dopo solo 11 puntate il 3 dicembre 2007 a causa dello sciopero degli sceneggiatori di Hollywood.
In Italia, la seconda stagione è stata trasmessa in prima visione assoluta, dal 18 aprile 2008 al 16 maggio 2008, ogni venerdì alle ore 21:00, su Steel, canale pay della piattaforma Mediaset Premium, mentre in chiaro, la seconda stagione è stata trasmessa dal 7 settembre 2008 al 9 novembre 2008, ogni domenica in seconda serata, su Italia 1.
In DVD la seconda stagione è uscita negli Stati Uniti il 26 agosto 2008 e in Europa, Italia compresa, il 28 luglio 2008.
Gli antagonisti principali della stagione sono Adam Monroe, Maury Parkman e Elle Bishop.
| nº | Titolo originale          | Titolo italiano             | Prima TV USA      | Prima TV Italia |
| -- | ------------------------- | --------------------------- | ----------------- | --------------- |
| 1  | Four Months Later         | Quattro mesi dopo...        | 24 settembre 2007 | 18 aprile 2008  |
| 2  | Lizards                   | Lucertole                   | 1º ottobre 2007   | 18 aprile 2008  |
| 3  | Kindred                   | Affini                      | 8 ottobre 2007    | 25 aprile 2008  |
| 4  | The Kindness of Strangers | La cortesia degli stranieri | 15 ottobre 2007   | 25 aprile 2008  |
| 5  | Fight or Flight           | Battersi o battersela       | 22 ottobre 2007   | 2 maggio 2008   |
| 6  | The Line                  | La linea                    | 29 ottobre 2007   | 2 maggio 2008   |
| 7  | Out of Time               | Fuori tempo                 | 5 novembre 2007   | 9 maggio 2008   |
| 8  | Four Months Ago           | Quattro mesi fa…            | 12 novembre 2007  | 9 maggio 2008   |
| 9  | Cautionary Tales          | Racconti ammonitori         | 19 novembre 2007  | 16 maggio 2008  |
| 10 | Truth and Consequences    | Verità e conseguenze        | 26 novembre 2007  | 16 maggio 2008  |
| 11 | Powerless                 | Senza poteri                | 3 dicembre 2007   | 16 maggio 2008  |

## Quattro mesi dopo...
- Titolo originale: Four Months Later…
- Diretto da: Greg Beeman
- Scritto da: Tim Kring

### Trama
Sono passati quattro mesi dai fatti di New York e Mohinder, al Cairo, tiene delle conferenze sugli individui dotati di poteri; al termine di una di esse viene avvicinato da un uomo, che gli propone di lavorare con lui. Maya e Alejandro, due fratelli honduregni, cercano di arrivare in America, mentre Claire e la sua famiglia cercano di cominciare una nuova vita a Costa Verde, in California. Hiro, che si trova a Kyoto nel 1671, assiste ad un'altra eclissi solare e salva Kensei dalla battaglia che stava per intraprendere, mentre Matt, usando il proprio potere, è riuscito a diventare detective a Manhattan. Claire, nella sua nuova scuola, conosce West, un compagno di classe, mentre Maya e Alejandro trovano un passaggio per avvicinarsi al confine. Matt, che ha divorziato dalla moglie e che ora si occupa di Molly, viene informato dall'insegnante della bambina degli incubi che la piccola ha e che ritrae in alcuni disegni, mentre Ando e il padre di Hiro, Kaito, stanno ancora attendendo il ritorno del giovane a New York, quando l'uomo riceve una foto dalla quale capisce che entro la giornata morirà. Nathan, che ha lasciato il suo lavoro e la sua famiglia, si scontra con la madre, essendo sicuro che Peter è ancora vivo, e la donna successivamente riceve la stessa foto recapitata a Kaito. Hiro incontra il vero Takezo Kensei, un giovane dai lineamenti occidentali, mentre un uomo spiega a Mohinder le origini dell'Impresa e gli propone di lavorare per loro per curare il virus di Molly, di cui si occupa assieme a Matt, mostrandogli poi la capacità di mutare la composizione chimica degli oggetti. Matt chiede a Molly di parlargli dei suoi sogni ma la bambina rifiuta bruscamente, mentre Maya e Alejandro, interessati alla ricerca di Chandra, vengono separati dagli uomini che li stavano portando verso il confine. Kensei spiega ad Hiro di essere inglese e di lavorare come cacciatore di briganti mentre Kaito spiega ad Ando che il messaggio della sua morte viene da un gruppo di persone molto potenti, per poi incontrarsi con Angela Petrelli. Hiro e Kensei trovano un villaggio in fiamme e la figlia del maestro spadaio che ha costruito l'arma di Kensei, che secondo la leggenda diverrà sua moglie, gliela riprende, mentre l'uomo si dimostra ben lontano dall'eroe descritto dalle leggende che Hiro conosce. Mohinder telefona a Noah dicendogli di essere finalmente riuscito ad entrare nell'Impresa così da iniziare a distruggerla dall'interno come volevano, mentre Alejandro riesce a ritrovare la sorella, che ha involontariamente ucciso col suo potere tutti i coinvolti nel viaggio verso gli Stati Uniti, per poi partire alla volta di New York. Claire telefona a Nathan per sfogarsi e West la osserva levitando fuori dalla sua finestra. Ando non riesce a salvare Kaito mentre a Cork, in Irlanda, riappare Peter, privo di memoria e con una collana con il simbolo ad elica.
- Altri interpreti: George Takei (Kaito Nakamura), Shalim Ortiz (Alejandro Herrera), Dania Ramírez (Maya Herrera), Nicholas D'Agosto (West Rosen), Stephen Tobolowsky (Bob Bishop), Adair Tisher (Molly Walker), Cristine Rose (Angela Petrelli), Eriko Tamura (Yaeko).
- Curiosità: Nella versione trasmessa in prima TV in Italia da Steel (canale di Mediaset Premium) vi sono, rispetto alla versione originale, molti brevi tagli di scene che non contengono volgarità e/o scene di sesso, non modificando ovviamente la trama ma togliendo comunque in alcuni casi dialoghi interessanti.

## Lucertole
- Titolo originale: Lizards
- Diretto da: Allan Arkush
- Scritto da: Michael Green

### Trama
Peter viene torchiato dagli uomini che lo hanno trovato nel container nel porto ma il ragazzo non ricorda come sia finito lì. Noah e la moglie Sandra apprendono della morte di Kaito e l'uomo spiega alla moglie il potere di Isaac e che tra tutti i quadri realizzati dall'artista solo otto rappresentano un evento poi non verificatosi. Matt investiga sulla morte di Kaito e incontra Ando mentre Hiro, indossata l'armatura di Takezo, si dirige ad aiutare la figlia dell'armaiolo. Mohinder riceve il primo incarico da parte dell'Impresa mentre Maya e Alejandro trovano asilo in Guatemala da una vecchia conoscente. Peter viene curato da Katy, sorella del capo dei suoi rapitori, e i poteri rigenerativi del ragazzo si risvegliano. Mohinder giunge a Port-au-Prince e l'uomo che deve curare è l'Haitiano, mentre Hiro salva la figlia dell'armaiolo grazie ai suoi poteri. Peter riesce a liberarsi e, grazie ai suoi poteri, salva Katy da due brutti ceffi. L'Haitiano, grazie al sangue di Mohinder, si riprende e cancella la memoria del genetista per poi sparire. Maya libera involontariamente il suo potere portando la donna che la accompagna ad un passo dalla morte: Alejandro le raggiunge appena in tempo e riesce a fermare il potere della sorella, ma la donna li abbandona. Claire comunica al padre che la macchina che le ha appena regalato le è stata rubata; la ragazza confessa al padre la frustrazione per doversi nascondere continuamente, ma il padre la incoraggia a resistere. Matt interroga Angela Petrelli, avendo trovato le sue impronte sulla foto di Kaito, usando il suo potere, ma la donna se ne accorge; Matt incontra quindi Nathan, giunto per pagare la cauzione della madre, quando la donna viene attaccata, ma i due riescono a salvarla. Ricky, il fratello di Katy, dice a Peter il suo nome e di aver trovato una scatola in cui si trovano tutti i suoi documenti e gli dice che gliela restituirà solo se lo aiuterà a ripagare il padre di uno dei due che avevano attaccato Katy, cui deve dei soldi. Hiro ritorna da Takezo e gli spiega cosa ha fatto; i due vengono quindi raggiunti da Yaeko, la ragazza, e dagli uomini che Hiro ha sconfitto; questi trafiggono Takezo con delle frecce, ma le sue ferite si rimarginano. Mohinder torna da Matt e Molly e riceve la chiamata di Noah, che gli dice che troverà da solo i quadri mancanti per poi ritrovarsi con l'Haitiano. Claire, cercando di scoprire i limiti del suo potere, si taglia un dito del piede, che le ricresce subito dopo, accorgendosi di essere osservata da West.

## Affini
- Titolo originale: Kindred
- Diretto da: Paul Edwards
- Scritto da: J.J. Philbin

### Trama
Ricky chiede a Peter di aiutarli a svaligiare una ricevitoria in cambio della scatola che contiene la sua identità; il ragazzo sente i pensieri di uno degli scagnozzi e dice a Ricky che li vuole fregare, ma questi non gli crede. Maya e Alejandro, giunti in Messico, tentano di rubare un'auto, ma il giovane viene arrestato. Niki e Micah, dopo la morte di DL, decidono di lasciare Las Vegas, mentre Sylar si risveglia assieme a Candice, che dopo averlo salvato ha assunto una nuova identità grazie ai suoi poteri. Claire cerca di convincere West che si è sbagliato su quanto ha visto la sera prima, ma il ragazzo non le crede. Ando è tornato alla sua vecchia vita di impiegato in Giappone, quando, nel fodero della vecchia spada di Hiro, trova dei messaggi del ragazzo che gli spiegano la sua avventura con Takezo; questi, spaventato dai suoi stessi poteri, scambia Hiro per un fattucchiere e se ne va. Peter cerca di recuperare il controllo dei suoi poteri mentre Alejandro viene incarcerato. Hiro dimostra a Takezo i suoi poteri: l'uomo si convince ad usare le sue abilità per fare soldi e allora Hiro lo porta in un tempio in cui deve affrontare molti nemici, come narrato in una delle leggende che lo riguardano, così da renderlo l'eroe che dovrebbe essere. Claire si sfoga con West e il ragazzo le mostra il suo potere di volare. Peter, usando i suoi poteri, fa andare alla perfezione il colpo mentre Mohinder e Bob, l'uomo che lo ha assunto nell'Impresa, arrivano allo studio di Isaac e l'uomo gli mostra il laboratorio ivi realizzato appositamente per lui. Takezo riesce nella sua impresa mentre Niki lascia Micah a New Orleans dai cugini. Maya riesce a far evadere il fratello e il suo vicino di cella, scappando poi tutti insieme sulla macchina di quest'ultimo, cioè quella rubata a Claire, mentre Peter, grazie ai suoi poteri, sventa il tradimento di cui aveva avvertito Ricky. Hiro non riesce a tornare nel presente, per cui decide di rimanere con Takezo e Yaeko, mentre Sylar si accorge di non avere più i suoi poteri, tentando inutilmente di apprendere quello di Candice. Ricky consegna a Peter la scatola ma il ragazzo, dopo aver deciso di non aprirla per il momento, bacia Katy. Claire e West, ormai amici, si baciano e la ragazza nota sul collo del ragazzo lo stesso segno di Matt e Ted: dalla spiegazione di West, Claire capisce che il ragazzo è stato rapito da suo padre circa due anni prima. Bob riceve la telefonata di Niki, decisa a collaborare per farsi curare, mentre Mohinder invia a Noah la foto dell'ultimo degli otto quadri, che ritrae la morte proprio del padre di Claire.
- Altri interpreti: T.W. Leshner (Derek).

## La cortesia degli stranieri
- Titolo originale: The Kindness Of Strangers
- Diretto da: Adam Kane
- Scritto da: Tim Kring

### Trama
Noah e Sandra chiedono a Claire se si vede con qualcuno, ma la ragazza mente. Gli incubi di Molly peggiorano mentre Nathan, giunto a Washington, incontra i figli alla loro scuola. Maya, Alejandro e Derek, il ragazzo imprigionato con Alejandro, stanno attraversando di corsa il Messico in auto quando trovano sulla loro strada Sylar, raccogliendolo e portandolo con loro. Angela Petrelli confessa a Matt e al suo collega l'omicidio di Kaito e, usando i suoi pensieri, comunica al detective che lo sta facendo per evitare che le indagini sui soggetti con poteri si spingano troppo in là. Claire, data la discussione con i genitori, dice a West che è meglio non vedersi più, ma il ragazzo riesce ad ottenere un ultimo appuntamento. Nathan e Matt discutono di Angela e del simbolo lasciato sulle foto di Kaito e della donna; i due quindi decidono di collaborare ma Angela, temendo di perdere anche Nathan, non gli permette di aiutarla. Sylar e Maya scoprono di essere tutti diretti a New York e il ragazzo si offre di accompagnarli da Mohinder, destinazione dei due fratelli. Monica, la cugina di Micah, replica alla perfezione senza accorgersene un ornamento culinario ma non ottiene la promozione che tanto le serviva. Nathan e Matt, entrando in confidenza, trovano la foto con tutte le dodici persone cui si riferivano Kaito e Angela: nella foto compaiono, tra gli altri, anche Bob e il padre del detective. West e Claire si baciano ancora mentre Matt chiede a Molly di aiutarlo a trovare il padre, che non vede da quando era piccolo, ma la bambina gli dice che è proprio suo padre l'uomo che vede nei suoi incubi. Nathan si vede spesso deforme riflesso nello specchio mentre Sylar e Derek scoprono che Maya e Alejandro sono ricercati per omicidio: il killer uccide il ragazzo e poi, dopo aver visto i poteri dei due fratelli, dice loro di volerli portare comunque da Mohinder. Claire, per mascherare la sua relazione con West, dice al padre di aver ripreso a fare la cheerleader e Noah le accorda il permesso in cambio della promessa di non vedere ragazzi per il momento; l'uomo, subito dopo, si incontra con l'Haitiano, che gli dice che i quadri che cerca sono in Ucraina. Molly decide di aiutare Matt mentre Monica mette in fuga un rapinatore copiando una manovra vista nell'incontro di wrestling che stavano vedendo la sera prima Micah e suo fratello Damon. Molly, infine, rintraccia il padre di Matt a Philadelphia per poi svenire subito dopo.
- Altri interpreti: Dana Davis (Monica Dawson), Carlon Jeffery (Damon Dawson), Nichelle Nichols (Nonna Dawson).
- Curiosità: Micah e il cugino Damon vedono in pay-per-view un incontro della WWE, cioè Rey Mysterio contro Randy Orton.

## Battersi o battersela
- Titolo originale: Fight Or Flight
- Diretto da: Lesli Glatter
- Scritto da: Joy Blake e Melissa Blake

### Trama
Molly ancora non si è risvegliata e Matt decide di andare a parlare con Angela Petrelli per ottenere delle informazioni su suo padre mentre Elle Bishop, una ragazza che lavora per l'Impresa capace di emettere elettricità, riesce a rintracciare Peter. Nathan convince Matt a farsi aiutare nella sua ricerca mentre Ricky e un uomo avvertono Peter della presenza della ragazza che lo sta cercando. Monica confessa all'amica il suo potere mentre Matt e Nathan giungono a Philadelphia dal padre del detective, che ha ricevuto anch'esso la stessa foto di Kaito e Angela. Il padre di Matt gli dimostra di avere il suo stesso potere, mentre Monica mostra inconsapevolmente il suo potere a Micah. Mohinder contatta Noah, in Ucraina con l'Haitiano, e gli comunica di voler consegnare Molly all'Impresa per salvarla. Il padre di Matt gli rivela che la telepatia è solo il gradino più basso del loro potere per poi intrappolare il detective e Nathan in una illusione ciascuno. Ando, grazie all'aiuto di un esperto, riesce a interpretare i messaggi più danneggiati lasciatigli da Hiro mentre Micah dimostra alla cugina il suo potere, mostrandole poi un fumetto di Isaac che ritrae un personaggio coi suoi stessi poteri. Dopo aver portato Molly all'Impresa, Bob affida a Mohinder un altro incarico, ma in quel momento fa irruzione nel luogo Niki. Peter, a casa di Katy, apre la scatola con le sue cose, trovandovi dentro solo il passaporto, un biglietto aereo per Montréal e una foto con Nathan; subito dopo, però, guardando l'attrezzatura da disegno della ragazza, Peter cade in trance e comincia a dipingere. Elle arriva al pub di Ricky e, quando il ragazzo non risponde alle sue domande su Peter, usa il suo potere uccidendolo. Mohinder tenta di far evadere Niki, ma la donna, desiderosa di sbarazzarsi di Jessica, decide di rimanere, mentre Nathan e Matt riescono ad uscire dalle illusioni del padre del detective e a trovare la foto di Bob. Hiro, Takezo e Yaeko decidono di sfidare il brigante Barba Bianca, rapitore del padre della ragazza, e tutto il suo esercito mentre Mohinder arriva a casa di Monica e parla con la ragazza. Elle, che si scopre la figlia di Bob, parlando col padre per telefono, viene sollevata dall'incarico mentre Peter termina il suo dipinto, che mostra due individui in una strada con un nome francese: Katy suggerisce che sia Montréal, città del biglietto aereo, e i due subito dopo ricevono la notizia della morte di Ricky.
- Altri interpreti: Kristen Bell (Elle Bishop), Alan Blumenfeld (Maury Parkman), Lisa Lackey (Janice Parkman).
- Curiosità: il film alla tv da cui Monica copia alcune mosse di arti marziali è Dragon - La storia di Bruce Lee.

## La linea
- Titolo originale: The Line
- Diretto da: Jeannot Szwarc
- Scritto da: Adam Armus e Kay Foster

### Trama
Katy e Peter decidono di partire alla ricerca dell'assassina di Ricky mentre Claire, a causa dell'antipatia della capo cheerleader Debbie, viene esclusa dalla squadra. Mohinder e Monica sono a New York per studiare il potere della ragazza e Bob lo incarica di somministrarle una versione modificata del virus Shanti. Il genetista informa quindi Noah, che insieme all'Haitiano rintraccia ad Odessa, in Ucraina, un suo vecchio conoscente di nome Ivan. Claire confessa a West la bugia che ha raccontato al padre e il ragazzo le consiglia allora di umiliare pubblicamente Debbie per riuscire ad entrare nelle cheerleader. Sylar confessa a Maya di aver avuto in passato dei poteri e la ragazza convince il fratello a portare il ragazzo con loro al di là del confine. Ivan, mentore di Noah e Claude, propone al primo di ritornare nell'Impresa per riavere i quadri, mentre Sylar, Alejandro e Maya varcano il confine, ma vengono intercettati da alcuni vigilantes armati. Mohinder si rifiuta di somministrare a Monica il virus e dice a Bob di volersene andare con Molly, mentre Maya, grazie al suo potere, uccide i vigilantes. Claire e West, usando i loro poteri, fanno fare una brutta figura con la polizia a Debbie mentre Hiro, Takezo e Yaeko trovano il padre della ragazza, che li prega di distruggere l'arsenale di armi da fuoco di Barba Bianca. Bob si scusa con Mohinder e gli propone di interpellare una sua conoscenza per aiutare Molly, mentre Hiro, salvando Yaeko coi suoi poteri, fa capire alla ragazza che era in realtà lui a compiere le gesta di Kensei e le confessa il suo amore baciandola, cambiando il continuum temporale e facendosi vedere da Kensei. Sylar confessa ad Alejandro, sfruttando il fatto che questi non conosce la sua lingua, che una volta riottenuti i suoi poteri li ucciderà entrambi o, in caso contrario, plagerà a suo piacere Maya. Claire, data l'espulsione di Debbie, ottiene il suo posto nelle cheerleader mentre Noah, dopo aver ottenuto la confessione su dove si trovino i quadri, uccide Ivan. Takezo confessa a Hiro di averlo visto baciare Yaeko e, sebbene il giovane gli prometta di rinunciare al suo sentimento, l'uomo vende Hiro, Yaeko e suo padre a Barba Bianca. Niki dice a Mohinder di essere la sua nuova partner mentre Noah e l'Haitiano ritrovano i quadri. A Montréal Peter e Katy entrano nell'edificio ritratto dal giovane e vi trovano un messaggio per lui da parte di un certo Adam (lo stesso nome presente su un fascicolo di Bob), che gli dice che il mondo è in pericolo e che avevano ragione riguardo all'Impresa; Peter e Katy quindi si abbracciano per poi ritrovarsi in una New York desolata un anno nel futuro.
- Altri interpreti: Elya Baskin (Ivan), Cary-Hiroyuki Tagawa (Padre di Yaeko).

## Fuori tempo
- Titolo originale: Out of Time
- Diretto da: Daniel Attias
- Scritto da: Aron Eli Coleite

### Trama
Noah fotografa i quadri per poi distruggerli; in seguito telefona a Mohinder, che assieme a Niki incontra all'Impresa Matt e Nathan, che mostrano loro la foto di Bob e li mettono in guardia dal padre del detective, Maury. Katy e Peter, vagando per New York, vengono presi con la forza da un gruppo di uomini che chiedono loro se sono infetti. Bob incarica Matt di sviluppare i suoi poteri così da fermare il padre mentre Peter scopre che il virus Shanti, diffusosi nell'anno precedente, ha ucciso la stragrande maggioranza della popolazione mondiale. Niki vede DL (un'illusione di Maury), mentre Bob spiega a Nathan che non è il padre di Matt che li sta uccidendo ma Adam Monroe, fuggito due settimane prima dalla prigione in cui lo avevano rinchiuso per via delle sue idee folli, e che Peter è ancora vivo. Il ragazzo incontra la madre che, senza riverlargli inizialmente chi è, lo aiuta a recuperare la memoria. Claire confessa a West che il suo rapitore è suo padre e il ragazzo, dopo aver visto l'uomo, fugge via terrorizzato. Hiro, dopo aver salvato Yaeko e il padre, decide di distruggere l'arsenale di Barba Bianca e di far rinsavire Takezo da solo mentre Maury, grazie al suo potere, rivolge Niki contro Mohinder e Bob. Takezo e Hiro si scontrano nell'arsenale e, sebbene questo venga distrutto, l'uomo giura vendetta contro il ragazzo. Bob dice a Nathan che le ultime notizie su Peter lo localizzavano in Irlanda, quando i due vengono attaccati da Niki, che però, dopo essere stata calmata dai due, si inietta il virus. Matt, grazie ai suoi nuovi poteri, riesce a salvare sé stesso e Molly e a sconfiggere suo padre mentre Peter, dopo aver rivisto Katy, si ritrova di nuovo nell'edificio di Montréal. Hiro, dopo aver salutato Yaeko, svanisce mentre Niki e Mohinder scoprono che il virus è mutato e il sangue di quest'ultimo non funziona più come antidoto. Hiro ritorna da Ando e questi gli comunica la morte di Kaito, mentre Mohinder informa Bob del nuovo ceppo; l'uomo quindi lo incarica di andare a trovare Claire per eliminare il virus e Mohinder gli confessa il sabotaggio tentato da lui e Noah. Quest'ultimo viene a conoscenza del legame della figlia con West e i due hanno una discussione: l'uomo quindi decide di lasciare la città con tutta la famiglia, ma la ragazza rifiuta di andarsene. Peter infine incontra Adam Monroe, cioè Takezo Kensei, il cui aspetto non è minimamente cambiato da quello che aveva nel 1671.

## Quattro mesi fa…
- Titolo originale: Four Months Ago
- Diretto da: Greg Beeman
- Scritto da: Tim Kring

### Trama
Adam, capendo che l'amnesia di Peter è opera dell'Haitiano, lo spinge a recuperare la memoria tramite la rigenerazione: il ragazzo, quindi, ricorda il momento della detonazione quattro mesi prima, da cui uscì indenne grazie ai suoi poteri salvando inoltre Nathan. Sempre in questo periodo DL riesce a salvarsi, mentre Maya, liberando il suo potere per la prima volta, uccide tutti i partecipanti al matrimonio del fratello tranne lui. Peter, dopo aver portato Nathan all'ospedale, viene portato da Bob e la ragazza dell'Impresa nel centro di ricerca della stessa, dove i due gli propongono un modo per liberarsi dei suoi poteri; Bob paga poi i conti medici dell'operazione di DL e propone a Niki un metodo per liberarsi di Jessica, mentre Peter conosce il suo vicino di stanza all'Impresa, Adam. Un mese dopo Niki butta via le sue medicine mentre Adam e Peter fanno conoscenza. Il mese successivo Adam convince Peter delle cattive intenzioni dell'Impresa, mentre Angela rivela ad Heidi delle turbe del padre di Nathan e Niki viene sopraffatta da una terza identità, Gina. Adam dice a Peter di poter curare Nathan grazie al suo sangue e il giovane decide di evadere, mentre DL, che ora lavora come pompiere, grazie ai suoi poteri salva una bambina da un incendio. Il mese successivo Peter, avendo smesso segretamente di prendere le medicine che bloccavano i suoi poteri, riesce ad arrivare nella cella di Adam e a fuggire mentre Maya e Alejandro, avendo capito che solo il ragazzo può fermare il veleno emesso dalla sorella, fuggono. Gina, a Los Angeles, viene raggiunta da DL e Niki ritorna in sé, ma l'uomo che ci stava provando con la donna uccide DL. Tre settimane prima del presente Niki, al ricevimento per il funerale di DL, accetta l'aiuto di Bob mentre Peter e Adam curano Nathan col sangue del secondo, ma vengono raggiunti da Elle e dall'Haitiano, dandosi appuntamento nell'edificio di Montreal: l'Haitiano, riconoscente ad Angela, cancella la memoria di Peter e gli dà la sua collana così da fargli cominciare una nuova vita, rinchiudendolo poi nel container in cui lo troveranno Ricky e gli altri. Peter, nel presente, riacquista quindi la memoria e si unisce ad Adam nella sua missione di salvataggio del mondo.

## Racconti ammonitori
- Titolo originale: Cautionary Tales
- Diretto da: Greg Yaitanes
- Scritto da: Joe Pokaski

### Trama
Claire si sottomette alla decisione di Noah di lasciare Costa Verde esternandole tutto il suo disprezzo mentre Hiro, al funerale del padre, decide di tornare indietro nel tempo per salvarlo, giungendo al momento dell'incontro tra Angela e Kaito. Matt si accorge che il suo potere gli consente ora di far fare alle persone ciò che pensa mentre Mohinder, giunto a Costa Verde, si incontra con Bob, che gli assegna come partner la figlia Elle. Claire cerca di convincere West della sua onestà, ma il ragazzo non si fida; Matt, intanto, usando il suo potere, ottiene dal suo superiore ventiquattro ore per sbrogliare il mistero dell'organizzazione. Noah mostra a Sandra i quadri di Isaac dicendole che è la sua vita in pericolo, ma la donna non lo aiuta; l'uomo quindi chiama Mohinder così da chiedere a Molly di rintracciare West, col quale desidera parlare per convincere Claire a andarsene. Mohinder avverte quindi Elle e Bob, che decidono di seguire il piano del genetista. Hiro parla con il padre e, per convincerlo a farsi salvare, lo porta nel passato, mentre Noah, non appena esce di casa per trovare West, viene rapito proprio dal ragazzo; l'uomo dice al ragazzo che deve convincere Claire a lasciare la città ma dopo aver ricevuto una telefonata di Mohinder, gli chiede di aiutarlo a salvarla. Bob avvicina Claire a scuola mettendola in fuga mentre Mohinder chiede a Noah il sangue di Claire, arrivando a minacciarlo con la pistola; West salva il padre di Claire da Mohinder e Elle e poi, recandosi a casa sua, costringe Bob ad uno scambio tra Claire e la ragazza. Claire chiede a Bob di prelevare il suo sangue pur di lasciare in pace il padre, mentre Hiro porta il padre a diciassette anni prima, al funerale della moglie. Hiro riporta il padre al momento prima della sua morte e, dopo essersi salutati, attende il momento in cui l'uomo verrà ucciso, scoprendo che il suo assassino è Adam. Matt interroga di nuovo Angela e, usando il suo potere per costringerla a dire la verità, scopre che il potere di Adam si evolve nell'immortalità, che questi vuole vendicarsi per gli anni di prigionia e tenta infine di scoprire l'identità dell'ultima donna della foto. Allo scambio, Noah libera Claire e tenta di uccidere Bob così da sgominare per sempre l'Impresa, ma Mohinder gli spara facendo avverare il quadro di Isaac, mentre West riporta a casa Claire. Matt scopre il nome della donna della foto, Victoria Pratt, mentre Noah si risveglia completamente in salute all'Impresa.

## Verità e conseguenze
- Titolo originale: Truth and Consequences
- Diretto da: Adam Kane
- Scritto da: Jesse Alexander

### Trama
Adam spiega a Peter che il virus è stato realizzato nel 1977, quando Victoria Pratt, un ingegnere biomedico, iniettò il virus nella sorella di Mohinder per ordine dell'Impresa; i due, quindi, partono alla ricerca della donna. Bob consegna alla famiglia Bennet le presunte ceneri di Noah, per poi incaricare la figlia Elle di sorvegliare Claire, in partenza da Costa Verde con la madre e il fratello. Mohinder salva Noah grazie al sangue di Claire per poi decidere di somministrare il sangue anche a Niki per salvarla, ma la donna ha già raggiunto il figlio Micah a New Orleans. Sylar e Maya si trovano in Virginia e il killer, così da farle abbandonare il fratello, la spinge a imparare a fermare da sola il suo potere. Adam e Peter ritrovano Victoria Pratt nel Maine mentre Hiro, dopo aver scoperto assieme ad Ando l'identità assunta da Kensei nel ventunesimo secolo, decide di tornare al momento in cui, nel 1977, Kaito fece rinchiudere Adam, che aveva tentato, grazie alla complicità dei fondatori dell'Impresa esclusi Kaito e Victoria, di diffondere il ceppo 138 del virus, il più letale. Victoria mette in guardia Peter dal virus 138 per poi attaccare lui ed Adam, ma Peter riesce a fermarla. Alejandro scopre che Sylar ha ucciso sua madre ma il killer, raccontando una versione falsata dell'evento, convince Maya della sua buona fede, spingendo Alejandro ad andarsene dopo avergli confessato l'odio per la donna che aveva sposato. Adam e Peter torchiano Victoria e questi, leggendole la mente, scopre che il virus si trova alla Primatech Paper a Odessa; subito dopo Adam libera la donna ma la uccide quando questa tenta di sparare loro alla testa. Damon, il cugino di Micah, si fa rubare lo zaino del ragazzino dov'era contenuta la medaglia al valore di DL mentre Sylar, dopo essere stato attaccato da Alejandro, lo uccide per poi baciare Maya, ormai completamente convinta della sua bontà. Claire decide di contattare l'Haitiano, così da cancellare i ricordi di West, mentre Monica si offre di aiutare Micah a recuperare il suo zaino. Mohinder scopre che il suo sangue combinato a quello di Claire è sufficiente a fermare il virus, ma scoperta la variante 138 chiede a Bob di aiutarlo a trovare tutte le varianti del virus e a distruggerle; il genetista chiama quindi Niki dicendole della nuova cura e la donna, subito dopo, scopre l'assenza del figlio. Micah e Monica si introducono nella casa dei teppisti che hanno rapinato Damon, ma la ragazza viene catturata. Claire, dopo aver disperso le ceneri del padre nell'oceano, saluta West e scorge Elle, alla quale dice che ha intenzione di rivelare al mondo il suo potere. Mohinder, giunto a New Orleans per consegnare la cura a Niki, riceve una telefonata da Sylar, che assieme a Maya si trova nel suo appartamento a New York. Hiro torna da Ando e, dopo avergli rivelato tutto, prende la spada di Takezo e si dirige alla Primatech Paper: qui vi trova Peter e Adam e, dopo aver fermato il tempo ed essersi confrontato con lui, si getta su Peter.
- Altri interpreti: Joanna Cassidy (Victoria Pratt), Jaime Ray Newman (Victoria Pratt nel 1977), Eijiro Ozaki (Kaito Nakamura nel 1977).

## Senza poteri
- Titolo originale: Powerless
- Diretto da: Allan Arkush
- Scritto da: Jeph Loeb

### Trama
Mohinder, tornato al suo appartamento, scopre che Sylar ha perso i suoi poteri a causa del virus Shanti: nasce una colluttazione e Maya scopre la vera identità del killer ma, poco prima di ucciderlo, Mohinder, per salvare Molly, decide di aiutarlo con la nuova cura che ha scoperto. Nathan e Matt comunicano ad Angela che Peter è ancora vivo e che sta collaborando con Adam: la donna, quindi, li indirizza ad Odessa dicendo loro come uccidere Adam e, tramite i suoi pensieri, chiede a Matt di uccidere anche Peter se non dovesse cambiare idea. Peter, nonostante gli avvertimenti di Hiro, riesce a fermare quest'ultimo e Adam gli prende la spada, mentre Bob solleva Elle da operazioni attive mettendola dietro ad una scrivania; la ragazza si reca quindi da Noah, facendosi raccontare gli esperimenti cui il padre la sottopose all'Impresa quando era ancora bambina. Micah torna a casa e convince la madre ad andare a salvare Monica, mentre Peter e Adam giungono davanti alla porta del caveau in cui è rinchiuso il virus 138. Sylar, Mohinder, Maya e Molly arrivano al laboratorio nello studio di Isaac ed Elle, grazie al computer del padre e alle telecamere segrete piazzate sul posto, li scopre. Nathan e Matt arrivano alla Primatech Paper e incontrano Hiro, mentre West e Claire si dicono addio e la ragazza, subito dopo, viene raggiunta dal padre. Molly, grazie ai suoi poteri, comunica a Maya che Alejandro è morto; Sylar e Mohinder scoprono che il primo è infetto dallo stesso ceppo di Niki e che è opera dell'Impresa: Maya allora si scaglia contro Sylar ma questi la uccide. Noah comunica alla sua famiglia che, per salvarli, ha ripreso a lavorare con l'Impresa, mentre Peter riesce ad aprire la porta del caveau e Hiro si teletrasporta via con Adam: Nathan e Matt riescono quindi a convincerlo della malvagità di Adam, riuscendo poi a distruggere il virus e decidendo di rivelare al mondo i crimini dell'organizzazione e i loro poteri. Mohinder inietta la cura per Niki a Maya e in quel momento giunge nel laboratorio Elle, che mette in fuga Sylar. Niki e Micah riescono a salvare Monica, ma la donna rimane coinvolta nell'incendio appiccato dal teppista che ha rapito la ragazza. Hiro ritorna da Ando dopo aver seppellito vivo Adam nel cimitero dove riposano i suoi genitori mentre Maya si risveglia. Nathan indice una conferenza stampa per comunicare al mondo i suoi poteri, ma un attimo prima di farlo viene freddato da alcuni colpi di pistola. Angela, per telefono, minaccia il suo interlocutore a causa della morte del figlio mentre Sylar, infine, si inietta l'ultima fiala col sangue di Mohinder misto a quello di Claire e riacquista i suoi poteri.